# 山本勝次

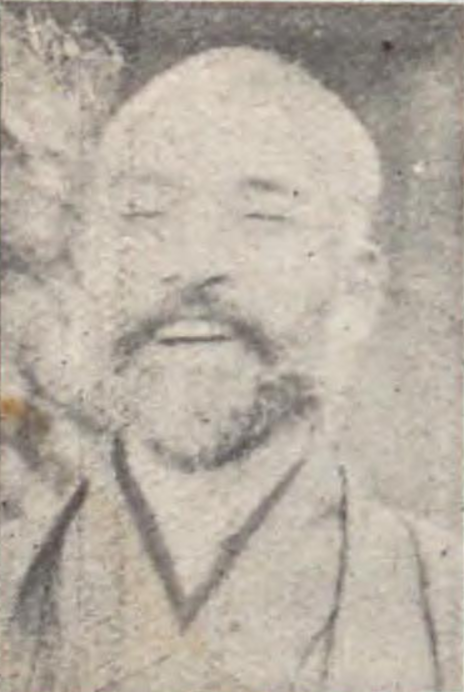
山本勝次

山本 勝次（やまもと かつじ、1880年（明治13年）10月12日 - 1928年（昭和3年）1月10日）は、明治から昭和時代初期の政治家。衆議院議員（1期）。

## 経歴
山本庄次郎の二男として静岡県浜名郡白須賀宿伝馬街（白須賀町、湖西町を経て現湖西市）に生まれる。小学校を卒業後、敷知郡新所村（浜名郡新所村、湖西町を経て現湖西市）の湖西高等小学校から浜松中学校を経て、1900年（明治33年）東京専門学校政治経済学科を卒業する。浜名郡会議員、白須賀町会議員、同町長、静岡県会議員、浜名郡農会長、県農会、県蚕業組合、県畜産組合の役員などを歴任した。1924年（大正13年）5月の第15回衆議院議員総選挙では静岡県第9区から憲政会所属で出馬し当選したが、任期満了を待たずして死去した。

## 親族
- 父：山本庄次郎（戸長、白須賀町会議員、静岡県会議員、白須賀町長）[3]